# 川端梨沙
川端 梨沙（かわばた りさ、2006年10月26日 - ）は、日本の女子バレーボール選手である。

## 来歴
三重県出身。
大阪国際大和田中学校から大阪国際高等学校に進学。2025年1月に行われた第77回全日本高等学校選手権大会（春高バレー）では準々決勝に進出した。
2025年1月10日、SVリーグの岡山シーガルズの特別指定選手登録が発表された。同月16日に選手登録が公示され、2月8日のデンソーエアリービーズ戦でSVリーグデビューを果たした。
高校卒業後は京都橘大学へ進学。

## 所属チーム
- 大阪国際大和田中学校（2019-2022年）
- 大阪国際高等学校（2022-2025年）
  - 岡山シーガルズ（2025年）
- 京都橘大学（2025年-）